# Умышленное причинение тяжкого вреда здоровью
Умышленное причинение тяжкого вреда здоровью — преступление против здоровья человека, субъектом которого (по российскому законодательству) является лицо, достигшее 14-летнего возраста. Непосредственным объектом преступления является соматическое и психическое здоровье другого человека. Объективная сторона преступления выражается в действии или бездействии виновного, повлёкшем за собой потерю зрения, речи, слуха либо какого-либо органа или утрату органом его функций, прерывание беременности, психическое расстройство, заболевание наркоманией либо токсикоманией, или выразившемся в неизгладимом обезображивании лица, или вызвавшем значительную стойкую утрату общей трудоспособности не менее чем на одну треть или заведомо для виновного полную утрату профессиональной трудоспособности.
В соответствии со статьёй 111 УК РФ умышленное причинение тяжкого вреда здоровью, опасного для жизни человека или повлёкшего за собой потерю зрения, речи, слуха либо какого-либо органа или утрату органом его функций, прерывание беременности, психическое расстройство, заболевание наркоманией либо токсикоманией или выразившегося в неизгладимом обезображивании лица, или вызвавшего значительную стойкую утрату общей трудоспособности не менее чем на одну треть или заведомо для виновного полную утрату профессиональной трудоспособности, наказывается лишением свободы на срок до восьми лет.
Те же деяния, совершённые:
- в отношении лица или его близких в связи с осуществлением данным лицом служебной деятельности или выполнением общественного долга;
- в отношении малолетнего или иного лица, заведомо для виновного находящегося в беспомощном состоянии, а равно с особой жестокостью, издевательством или мучениями для потерпевшего;
- общеопасным способом;
- по найму;
- из хулиганских побуждений;
- по мотивам политической, идеологической, расовой, национальной или религиозной ненависти или вражды либо по мотивам ненависти или вражды в отношении какой-либо социальной группы;
- в целях использования органов или тканей потерпевшего

— наказываются лишением свободы на срок до десяти лет с ограничением свободы на срок до двух лет либо без такового.
Если деяния, описанные выше, совершены:
- группой лиц, группой лиц по предварительному сговору или организованной группой;
- в отношении двух или более лиц

— наказываются лишением свободы на срок до двенадцати лет с ограничением свободы на срок до двух лет либо без такового.
Если деяния повлекли за собой смерть потерпевшего по неосторожности, то они наказываются лишением свободы на срок до пятнадцати лет с ограничением свободы на срок до двух лет либо без такового.